# Шорсткість труб

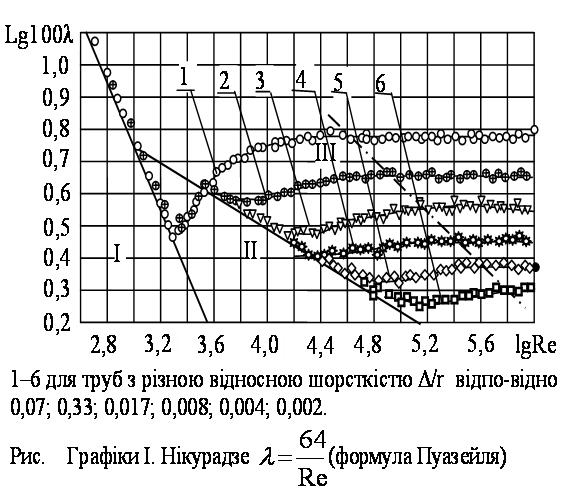

Шорсткість труб (русла) (рос. шероховатость труб; англ. bed (of pipe) roughness; нім. Rauhigkeit f einer Rohrbahn) — виступи шорсткості, які впливають на втрати напору по довжині при турбулентному русі.

## Загальний опис

Від шорсткості труби, ступінь якої визначає середня висота виступів Δ (абсолютна шорсткість) або відношення середньої висоти виступів до діаметра (радіуса) труби Δ / D або Δ / r (відносна шорсткість) залежить коефіцієнт гідравлічного тертя, а отже і втрати напору при гідравлічному транспортуванні.
Найбільш повною мірою цю залежність характеризують графіки І. Нікурадзе (рис.). При ламінарному режимі (Re < 2300, lgRe < 3,3) незалежно від величини Δ/r всі експериментальні точки лежать на прямій лінії І і шорсткість не впливає на гідравлічний опір. В інтервалі Re ≈ 2300÷3000 (lgRe = 3,3÷3,5) при переході від ламінарного до турбулентного руху із збільшенням числа Рейнольдса Re відбувається збільшення коефіцієнта λ, але опір, як і в попередньому випадку, не залежить від шорсткості. При переході до турбулентного режиму руху (lgRe > 3,5) та збільшенні шорсткості (Δ/r = 0,07÷0,033) характер кривих λ = f(Re) різко змінюється і вони перетинають пряму лінію ІІ, вздовж якої розташовано точки, які характеризують коефіцієнт λ для випадку Δ/r = 0,017÷0,002. Крива ІІ характеризує, режим при якому граничний шар покриває виступи шорсткості і створює для рухомого ядра потоку поверхню подібну до гладкої труби. Такий режим називають режимом гідравлічно гладких труб.
Із збільшенням швидкості руху рідини і, відповідно, числа Рейнольдса товщина граничного шару зменшується, він вже не покриває виступи шорсткості, які входять у ядро потоку, викликаючи завихрювання та зрив струменів, що теж впливає на величину гідравлічного опору. Область між прямими І та ІІ (2300 < Re < Rегр.), для якої λ =f(Re, Δ/r), називають перехідною областю.
При подальшому збільшенні швидкості у зоні праворуч від кривої ІІІ величина коефіцієнта λ залежить лише від шорсткості Δ/r і не залежить від числа Рейнольдса Re. Для цієї зони характерна квадратична залежність між втратами напору та швидкістю.
Виступи шорсткості розподіляються на поверхні стінок рівномірно або нерівномірно, причому в загальному випадку вони можуть мати різну форму й розміри. В трубах промислового сортаменту через технологічну недосконалість їх виготовлення шорсткість розподілена нерівномірно. У випадку штучної шорсткості, як, напр., у дослідах І.Нікурадзе, шорсткість рівномірна за висотою.
Середні значення еквівалентної шорсткості